# Danuta Rosner
Danuta Rosner z domu Szkucik (ur. 22 marca 1926 na terenie dzisiejszych Czechowic-Dziedzic, zm. 21 lipca 2020 w Warszawie) – nauczycielka języka polskiego i wychowania muzycznego, instruktorka harcerska w stopniu harcmistrzyni w hufcach ZHP Warszawa-Praga-Południe oraz Warszawa-Wawer, członkini kadry programowej PTTK: Organizatorka Turystyki (OT), Przodowniczka Turystyki Górskiej (PTG) i Zasłużona Instruktorka Krajoznawstwa (ZIK); członkini zarządu Stowarzyszenia Miłośników Mazurka Dąbrowskiego, Dama Orderu Uśmiechu, Wicekanclerz Międzynarodowej Kapituły Orderu Uśmiechu.

## Edukacja, praca harcerska i zawodowa
W 1933 wstąpiła do 1 Drużyny Harcerek im. Królowej Jadwigi w Dziedzicach (Chorągiew Śląsko-Zagłębiowska Harcerek, Hufiec Harcerek Czechowce-Dziedzice). 
Ukończyła średnią szkołę muzyczną (1952), studia na Uniwersytecie Jagiellońskim (1952) i kurs wychowania muzycznego (1974).
W latach 1957–1961 związała się z Chorągwią Krakowską ZHP (Hufiec Kraków-Łobzów).
Uczyła języka polskiego w Liceum Muzycznym w Krakowie, a od 1962 – języka polskiego, historii i wychowania muzycznego w XXVI Liceum Ogólnokształcącym im. gen. Henryka Jankowskiego „Kuby” na osiedlu Anin w Warszawie.
W latach 1958-62 była komendantem szczepu "Słowiki" działającym przy szkołach muzycznych w Krakowie i drużynową 21 Krakowskiej Drużyny Harcerek działającą w tym szczepie. W 1962 reaktywowała działającą od 1957 przy Szkole Ogólnokształcącej nr 26 w Aninie 147 Warszawską Drużynę Harcerską. Wkrótce drużynę przekształcono w Szczep „Błękitnych”, działający przy XXVI Liceum Ogólnokształcącym w Warszawie – obecnie szczep 147 WDHiGZ „Błękitni” im. Tadeusza Sygietyńskiego. Przez ponad 20 lat była jego komendantką. 
Uczestniczyła w ponad 100 obozach harcerskich. Była komendantką stanicy w Lisznej Operacji „Bieszczady 40”.
Autorka i kompozytorka piosenek harcerskich i patriotycznych, w tym m.in. Tobie, Warszawo, dzisiaj śpiewamy, Nieprzetarty Szlak oraz hymnu Hufca ZHP Warszawa-Praga-Południe.
Zmarła 21 lipca 2020.

## Odznaczenia, nagrody i wyróżnienia
- Krzyż Oficerski Orderu Odrodzenia Polski (1998)[9]
- Krzyż Kawalerski Orderu Odrodzenia Polski
- Złoty Krzyż Zasługi
- Medal Komisji Edukacji Narodowej
- Odznaka honorowa „Za Zasługi dla Turystyki”
- Krzyż „Za Zasługi dla ZHP”
- Złoty Medal im. gen. Józefa Sowińskiego (2011)[10]
- Order Uśmiechu
- Złota Honorowa Odznaka PTTK
- Srebrna Honorowa Odznaka PTTK
- Złota Odznaka „Zasłużony Działacz Turystyki”
- Nagroda Ministra Oświaty (za całokształt pracy)
- Nagroda Miasta Warszawy za działalność kulturalną i krajoznawczą (dwukrotnie)
- Medal „400 lat Stołeczności Warszawy”
- Nagroda POLCUL Foundation w Australii
- Medal „200 lat Mazurka Dąbrowskiego”
- Odznaka Honorowa za Zasługi dla Ochrony Praw Dziecka (2016)[11]
- Honorowa Odznaka Szczepu "Słowiki" (1984)[4]